# Pöögle oja
Pöögle oja är ett vattendrag i Estland. Det ligger i landskapet Viljandimaa, i den södra delen av landet, 150 km söder om huvudstaden Tallinn.